# Digi World
A DIGI World a DIGI ismeretterjesztő televíziócsatornája volt. Romániában 2012. október 1-jén indult. A csatorna teljesen reklámmentes volt. Az adóval technikai problémák léptek fel október végén, ezért annak indulása (a DIGI Life-hoz hasonlóan) néhány napot csúszott, végül 2012. november 1. helyett november 7-én indult el a magyar adás. Eredeti tervek szerint közös verzió lett volna a román adással, ezért csúszott az indulás.
A DIGI mindhárom ismeretterjesztő csatornájának hangjai Kocsis Mariann és Viczián Ottó voltak.

## Előzmények
Magyarországon a DIGI nem tudott megállapodni 2012 őszén a Discovery Communications-szel, ezért a Discovery birtokolta Discovery World, Discovery Science illetve ID Investigation Discovery tematikájának helyettesítésére indul el a csatorna. Bár ma már csak a Science sugároz Magyarországon, miután előbbi helyén a Discovery Turbo Xtra, utóbbi helyén pedig az ID Xtra sugárzott, e két csatorna tematikájával megegyező műsort a DIGI World nem sugárzott.

## Témák és jellemzés
A DIGI World elsősorban asztronómiával, technológiával, történelemmel, tudománnyal és utazással kapcsolatos műsorokat sugárzott. Az adó indulásától fogva 24 órás volt, éjjel, hajnalban és délelőtt kizárólag ismétlések futottak.
A DIGI World reklámmentes volt, csak a szolgáltató nyereményjátékait hirdette néha az ajánló blokkban.
Az adó 16:9-es képarányt használt, HD és SD változata is létezett. Románia korhatár-besorolását alkalmazta, de legfeljebb a 12-es korosztályig, 15-ös és 18-as műsorokat nem vetített. Nem alkalmazott piktogramot, a korhatárt a műsor előtti szünetzáró inzertben jelezték.
A DIGI World adásblokkjainak ideje változó volt, legtöbbször 30 perces. Gyakran alkalmazták ezt a blokkot a 25 perces műsoroknál is, ilyenkor egy hosszabb, öt perces szünettel pótolták ki a maradék időt. Az adó fő vetélytársai a házon belüli, szintén a DIGI érdeklődési körébe tartozó egykori DoQ, illetve a Discovery Communications Discovery Science csatornája volt. Eredetileg főleg a Discovery World-öt és az ID Investigation Discovery-t pótolta, de azok 2016-ban befejezték magyarországi sugárzásukat. Előbbi helyén a motorizációs témájú Discovery Turbo Xtra, utóbbi helyén pedig a női nézőket megcélzó ID Xtra volt fogható. Azóta az említett csatornák közül a Discovery Science és a DTX is megszűnt, míg az ID Xtra új neve ID lett.
A csatorna 2022. szeptember 1-jén szűnt meg a DIGI többi ismeretterjesztő csatornájával, valamint a zenecsatornákkal és a Film Now-al együtt.

## Műsorai

### Sorozatok
- 10 nap a háborúig
- 60 gyilkos
- 80 nap alatt a Föld körül
- 360 gyilkos
- A BBC háborúja
- A Biblia rejtett titkai
- Ablak a nagyvilágra
- A brit tengerek titkai
- A bűnüldözés iskolája
- A csillagok nyomában
- A csillagok története
- A déli Csendes-óceán
- A D-nap hősei
- Adolf Hitler
- Adrenalinfüggők
- A fák világa
- A fehér farkasok földjén
- A fejlődő Afrika
- A francia vadon
- Afrikába mentem
- Afrika élelmiszer piaca
- A generáció, amely megváltoztatta a világot
- A Grand Canyon expedíció Dan Snow-val
- A gravitáció titkai
- A gyógyítás ára
- A háború, amelyben Amerika megszületett
- A hadviselés művészete
- A harmadik évezred orvosságai – Álom vagy valóság?
- A harmincas évek színesben
- A hiányzó bizonyíték
- A Himalája Michael Palin szemével
- A holnap nyomában – Az ember és a természet
- A holnap nyomában. A víz
- A II. világháború eltemetett emlékei
- A Jéghegy-hadművelet
- A jövő álmai
- A klímaváltozás számokban
- A kontinensek születése
- A kőkörök titka
- Albert Kahn csodálatos világa
- Állati lángelmék
- Állati otthonok
- Álomszállodák
- A Lőpor-összeesküvés
- Alpres Ski
- A második világháború – Zárt ajtók mögött
- Amerikában John Bishoppal
- Amerika bőségszaruja
- Amerikai csalók szökésben
- A mi háborúnk – Tíz év Afganisztánban
- A mi királynőnk
- A mi világháborúnk
- Amikor a természet lecsap
- Amit a tudományról tudni kell
- Amit tudni kell az emberi testről
- A monszun földjén
- A nagy háború halálalagútjai
- A nagy korallzátony
- Anatómia és művészet
- A néma háború
- A nemzetközi terrorizmus 1945 után
- Anglia történelmi erődjei
- Angol királyok könyvei
- A Normannok
- A partitúra meséi
- Apres Ski
- A régészet titkos története
- A sarkvidék Bruce Parry-vel
- A Sherlock Holmes-hatás
- A sorozatgyilkos orvos
- Ássuk ki a múltat!
- A szafari története Richard E Granttel
- A szelek világa
- A szerelem városai
- A szibériai kaland
- A szuperhősök köztünk élnek
- A tengerek vadászai
- A tengerjáró Tara
- A tenger óriási
- A természet nagy eseményei
- A természet nevében
- A természet technológiája
- A természet titkai
- A törzs
- Attenborough – 60 év a vadonban
- A tudomány kutatása
- A tudomány története
- A tüzes óriások árnyékában
- Auschwitz öröksége
- Ausztráliában John Bishoppal
- Autókerítő
- Autónyúzók
- A Vasherceg
- A világ harcművészetei
- A világ kincsei – Az emberiség öröksége
- A világörökség
- A világ Stonehenge után – Nagy-Britannia születése
- A világ titkai
- Az égbolt titkai
- Az élet csodái
- Az élet kezdete
- Az ember bolygója
- Az emberiség története
- Az évszakok bűvöletében
- Az iraki háború
- Az ismeretlen Földközi-tenger
- Az ítélet: halál
- Az I. világháború elfeledett hősei
- Az ókori Egyiptom kincsei
- Az olaj bolygója
- Az Oszmán birodalom – Európa muzulmán uralkodói
- Az Univerzum csodája: Az ember
- Az utolsó felfedezők
- Az utolsó nácik
- Az utolsó nomádok
- A zsidók története
- Bankárok
- Bizarr természet
- Borneói expedíció
- Brazília Michael Palin-nel
- Brit sorozatgyilkosok
- Civilizációk egykor és ma
- Csak egy Földünk van – Ázsia legjava
- Csak egy Földünk van – Felfedezni Kínát
- Csak egy Földünk van – Kína legjava
- Csak utazás, semmi más
- Csatamező
- Csavargó család
- Csendes-óceáni napló
- Csíkos fivérek: A mongúz banda
- Csináljuk a történelmet!
- Csodálatos elmék
- Csoda születik
- Csodás folyók Európa szívében
- Dinoszaurusz bolygó
- Egy birodalom születése – A Kelet-indiai társaság
- Egy év az Ír folyóban
- Élet a Föld legnagyobb kráterében
- Élet a lombok között
- Elfeledett rabszolgatartók
- Elnyelte a dzsungel
- Első osztályú városok
- Emlékezetes idők
- Európa ízei
- Európa őserdői
- Építsünk bolygót!
- Építsünk nagyobbat!
- Európa őserdői
- Fagyos bolygó
- Feltárni a múltat
- Fény az éjszakában – Három város meséje
- Fény és sötétség
- Florida vadjai
- Formabontó építészet
- Földi naplók
- Földünk fejlődése
- Földünk természeti csodái
- Gandhi
- Gazdagodj okosan!
- Guyanai expedíció
- Gyermeknevelés az állatvilágban
- Gyilkosok és áldozatok
- Gyilkosság RT.
- Gyógyítsuk meg a Földet!
- Háború a tengeren
- Hajócsodák a történelem hullámain
- Három éhes fickó
- Három név, egy történet
- Harc a klímaváltozás ellen
- Hawaii – A földi paradicsom
- Hazudj, ha tudsz!
- Hétvégi kalandok
- Híres brit városok
- Hiroshima
- Hogyan lettem milliomos?
- Iparvárosok Kínában
- Ismeretlen India
- James May, a világűr peremén
- James May bemutatja: Amit a tudományról tudni kell
- Járműóriások párbaja
- Jimmyvel az erdőben
- Jönnek a kínaiak!
- Kalandok a világ körül
- Kalandok vízen és szárazon
- Karibi kalandok Simon Reeve-vel
- Karibi pillanatok
- Kémek iskolája
- Kényeztető természet
- Képeslap helyett
- Keresztes hadjáratok
- Kétkezi milliomosok
- Kezek és lábak
- Kína belülről
- Kínai kapitalista forradalom
- Királyi kuzinok háborúja
- Kiruccanás
- Kiruccanások
- Kóstold körbe a Földet!
- Kő kövön
- Krokodilok nyomában Ben Fogle-lal
- Különleges szállodák
- Különös rituálék
- Labor a felhők között
- Láthatatlan Itália
- Legendás tengerpartok
- Legendás várak
- Légi katasztrófák
- Lóháton a világ körül
- London vadvilága
- Lőttek az elméletnek
- Luxus vitorlással az óceánon
- Madagaszkár
- Madártávlatból
- Magányos bolygó: Ismeretlen vidékek
- Maki blues
- Makimesék
- Mélytengeri búvárok: A második világháború
- Mesél a sivatag
- Mesélő kövek
- Mesélő kövületek – A természet rejtett kincsei
- Mesteri kézművesek
- Metropolisz
- Michael Palin – Új Európa
- Mocskos városok
- Múzeumok titkai
- Nagy-Britannia öröksége
- Nagy skót szellemek
- Nagy túlélők
- Napló a szigetekről
- Napóleon
- Newton
- Ó, azok az oltalmazó gépek!
- Obama Amerikája
- Óceánok
- Óriásgép születik – Az Airbus 380-as
- Oroszlánok testközelből
- Oroszország felfedezése Jonathan Dimblebyvel
- Orvoslás a frontvonalban
- Orvosok a világ tetején
- Ökoautók
- Örökségünk őrzői
- Ősi kincsek az Indus mentén
- Ősi kincsek titkai
- Paranormális jelenségek
- Pár perc tudomány
- Partvidékek – Ausztrália
- Paul Merton Európában
- Paul Merton Indiában
- Paul Merton kalandjai
- Peking – Egy világváros életrajza
- Pillantás a jövőbe
- Putyin Oroszországa
- Rács mögött
- Randevú a lajhárral
- Rejtélyes skót gyilkosságok
- Rendkívüli nők
- Rick Steves Európája
- Román sikerek Angliában
- Shaun Ryder és az UFO-k
- Sigmund Freud – Út és ösztön
- Sikerek a Közel-keleten
- Simon Reeve szent folyói
- Sítalpon a luxusba
- Sivatagi háború
- S.O.S. – A Föld végveszélyben
- Szélsőségek nyomában
- Szeptember 11 – A nap, amely megváltoztatta a világot
- Szerzetesek évezrede
- Szólt a jövendőmondó
- Tájak, aromák
- Találkozás az ősökkel
- Teremtő Földünk
- Természet RT.
- Tervezőzsenik
- Törzsek a Himalájában
- Törzsek nyomában
- Tudásra szomjazva
- Tudd meg!
- Tudomány a terror ellen
- Tudósok a bűnözők ellen
- Új-Guineai expedíció
- Utazás a Loire mentén
- Utazás az életen át
- Utazz okosan!
- Utazzuk be Óceániát!
- Útra fel!
- Űrhajósok
- Űrkorszak – A NASA története
- Vad Mongólia
- Vadon a szomszédban
- Változó idők
- Vár a nagyvilág
- Veszélyes utak
- Viharvadászok
- Virágarzenál
- Vissza a halálból
- Vissza Európába
- Zseniális találmányok
- Zsenik a tervezőasztalnál

### Filmek
- 9/11 – Szükségállapot
- A bébibumm-generáció
- A berlini fal – Egy szétszakított város krónikája
- A berlini fal titokzatos története
- A Cápa-Öböl delfinjei
- A cserépdarab meséje
- A darvak birodalma
- Adatforradalom
- A digitális énünk
- A digitális világ – A 21. század új diákjai
- A Dolomitok madártávlatból
- A dominó effektus – Európa válságban
- A dzsungel rejtélyes manói
- A fafojtó füge árnyékában
- A fagy birodalma – A nagy utazás
- A fagy birodalma – Vékony jégen
- A fekete lyukak titkai
- A fekete mamba – Egy halálos probléma
- A felfedezések aranykora
- A felvilágosodás hősei
- A floridai víznyelők rejtélye
- A foszforválság
- A Föld nevű gépezet
- Afrika aranyvonata
- Afrika utolsó nomádjai
- A General Motors-botrány
- A genetika boszorkánykonyhája
- A gépek kora
- A gyapjas mamutok nyomában – Jégbe rejtett titkok
- A Gyémántkirálynő
- A gyógyszeripar trükkjei
- A gyönyörű és kegyetlen Elba
- A győzelem sötét oldala
- A halál után – Az enyészet kutatása
- A halhatatlan árnyjáték
- A hallgatag kertész: A Hidcote major kertje
- A hallgatag kertész: A Serre de la Madone kert
- Ahány kultúra, annyi naptár
- A harc indiai művészete
- A Harz hegység
- A Harz hegységtől az Északi-tengerig
- A hatalmas tudatalatti
- A hegymászás születése
- A Himalája
- A Holnap világa
- A jég titka
- A jóléti államok vége
- A jövő vége?
- A katakombák rejtélye
- Aki majdnem megölte Kennedyt
- A királyért és a birodalomért!
- A királynő kertje
- A királynő palotái
- A kisbabák titkos élete
- A klímaváltozás oka: Az ember
- A komodói sárkány
- A kristálykoponyák legendája
- A kristálykoponyák rejtélye
- A kristálytavak birodalma
- A kubai rakétaválság
- A La Plata-i csata
- A láthatatlan Róma
- Állatmúmiák – Egyiptom sötét titka
- A Liberty hajóosztály
- Alsó Ausztria vadonjai
- A Lusitania tragédiája
- A luxus története
- A Lüneburgi puszta
- A mágikus Kabbala
- A Magna Carta
- A majomember bolygója – Harc a Földért
- A Mars küldetés
- A medvecsalád és én
- A mélység hangjai
- A Mekong-Delta gyermekei
- Amerika csodálatos nemzeti parkjai
- Amerika fegyverben
- A mesélő erdő
- A mesterséges intelligencia nyomában
- A modern maffia
- A Monarchia vasútjain
- A Mont Blanc
- A nagy olvadás
- A nagy pelék erdeje
- A nagy kommunista bankrablás
- A Naprendszer vulkánjai
- A nagy szökés – A leszámolás
- A nagy utazás – II. Ramszesz nyomában
- A nap titkai
- Andrei Blaier – Fény és árnyék
- A nemzetközösség hét csodái
- Anglia alulnézetben
- Anglia az I. világháborúban
- Anne Lister története
- A pandák megmentése
- A pápuák földjén
- A pestis visszatér?
- A polgárháború hősei
- A prérikutyák titokzatos nyelve
- A quintinshilli vonatszerencsétlenség
- A rejtett hegyvidék
- A remény hullámai
- A római sírkamra titkai
- Ásatások Írországban
- A sejt
- A Shuklapantha rezervátum
- A sivatagi hangyák birodalma
- A somme-i csata – A vereségtől a győzelemig
- A sötét energia rejtélye
- A Spitfire-lányok: Pilótanők a háborúban
- A Steinhuder-tenger-alsó – Szászország gyöngyszeme
- A Sulu-tenger partján
- A szépség és a szörnyeteg igaz története
- A szíriai csapda
- A tanárnő, aki dacolt Hitlerrel
- A teremtés igaz pillanata
- A teremtő gondolat
- A tenger és a szikla szirt
- A tigris visszatér
- A tiltott emlékezet
- A Titanic tanúi
- A titokzatos havasi gyopár
- A titokzatos törpe víziló
- A tízmillió fontos kihívás
- Atlantisz
- Atlantisz – A bizonyíték
- Átok és gyönyör – Goya
- A tömegmészárlások túlélői
- A Trump család története
- Attenborough és az óriástojás
- Aurora, a Fülöp-szigetek ékköve
- Auschwitz – A nácik végső megoldása
- Auschwitz tanúja
- Autószörnyek
- A vad baltikum: Erdők és mocsarak
- A vadregényes Mecklenburg
- A vámpír hercegné
- A vihar útjában
- A világ legnagyobb bombája
- A világ ünnepei
- A Vörös tenger
- A Weser-hegység
- A zöldhatárok országa
- Az afrikai gyilkos méhek
- Az agyaghadsereg újabb titkai
- Az agyam és én
- Az Amazonas eredete
- Az anyagok titkai
- Az Apolló-lepke
- Az arany ára
- Az armada igaz története
- Az Edward Snowden sztori
- Az egymillió kígyómarás országa
- Az éj, amikor Frankenstein megszületett
- Az Elba
- Az élelmezés jövője
- Az elfeledett Brazília
- Az elfeledett temető titkai
- Az első britek
- Az elveszett szurdok csimpánzai
- Az ember, aki felfedezte Egyiptomot
- Az emberiség gyökerei
- Az emberszabásúak titkai
- Az én kulturális forradalmam
- Az erkölcs úttörői
- Az érzékelés határai
- Az északi erdőség fekete medvéi
- Az évszázad üstököse
- Az igazi Bonnie és Clyde
- Az igazi Marie Curie
- Az igazi Neil Armstrong
- Az igazi svájci Robinson család
- Az ipari forradalom
- Az iraki mocsárvidék csodája
- Az istenek földjén
- Az istenek lehelete
- Az I. világháború asszonyai
- Az I. világháború madártávlatból
- Az I. világháború utolsó napja
- Az Odera
- Azok a varázslatos gombák
- Az öregedés jövője
- Az ősi Britannia története – Az Orkney-i kőkori templom
- Az Ősrobbanás gépezete
- Az újjászületés fája
- Az Univerzum fürkészői
- Az Univerzum mikroszkóp alatt
- Az utolsó drohobicsi zsidó
- Az utolsó Grizzly
- Barangolás a Schlei-öböl vidékén
- Békét a favelláknak!
- Belek
- Bin Laden nyomában
- Bizarr otthonok
- Biztonság vagy szabadság?
- Búvárkalandok a jég birodalmában
- BMW – A guruló szenvedély
- Bolygónk energiaellátása
- Brit Awards 2015
- Célkeresztben a Remington
- Churchill – Háború vagy béke?
- Churchill és az I. világháború
- Churchill sivatagi háborúja – Az út El Alameinig
- Civilizáció – A nyugat alkonya
- Colditz, a legendás börtön
- Csodák
- Csodálatos Lettország
- Dacolva az árral
- Dalí, az ismeretlen filmes
- Dél-Tirol, a megosztott tartomány
- Delphi – Az ókori világ közepe
- Drakula igazi arca
- Dzsihád Amerikában
- Echo – A felejthetetlen elefánt
- Ecuadortól Galápagosig
- Ecumenopolisz
- Éden a Balti tengeren – Rügen
- Édenkert Berlin kapujában
- Égi háború – Az angliai csata igaz története
- Egyiptom, és ami alatta rejlik
- Egy szabad ország: New York 2001 őszén
- Élet a pulykák között
- Élet lóháton
- Elfeledett almafajták
- Energiát a sivatagból!
- Elsa – Az oroszlán, amely megváltoztatta a világot
- Ember, fa, Máramaros
- Emlékeink
- Emsland
- Én, Putyin
- Erdei elefántok
- Eredetünk
- Érzékcsalódások
- Észak-Korea – A nagy illúzió
- Extrém időjárás
- Everest – Akik nem tértek vissza
- Fallúdzsa – Egy nemzedék tragédiája
- Fannie utolsó vacsorája
- Farkas expedíció
- Fedezzük fel Itáliát!
- Fehérgalléros bűnözők – Élet a rács mögött
- Felhőkarcolók tetején
- Figyeld magad!
- Ford – Az ikon újjáéled
- Föld a víz alatt
- Földünk fura csodái
- Forma-1 – Vészterhes évek
- Francia édenkertek – A Pireneusok Nemzeti Park
- Francia édenkertek – A Port Cros Nemzeti Park
- Galaktikus meteorológia
- Gallipoli: Murdoch háborúba megy
- Göring utolsó titka
- Görög mítoszok – Igaz történetek
- Grönland
- Gyilkos bálnák között
- Háború a famaffia ellen
- Hadrianus
- Hajsza az energiáért
- Hal! A japán mánia
- Halál tábor Treblinkában – Túlélők történetei
- Halottaink nyomában
- Hamuból lett – Herculaneum elveszett könyvtárának felfedezése
- Harc a vízért
- Harcban a hekkerekkel
- Hárpia, a majomevő sas
- Harz hegységtől az Észak-tengerig
- Használati utasítás a Földhöz
- Határtalan világ? – Úti kalauz az Univerzumhoz
- Haya safari
- Hegyi gorillák
- Hegyre fel!
- Heligan – Az elveszett paradicsom
- Helikopterrel Afrikában
- Helmut Schmidt
- Hitler pere – Ami a filmből kimaradt
- Hogyan építsünk dinoszauruszt?
- Hogyan legyünk kreatívabbak?
- Hogy működnek a rovarok?
- Holdra szállás – Az Apollo 11 projekt
- Horvátország, az Adria ékköve
- Humusszal a klímaváltozás ellen
- II. Erzsébet megkoronázása
- II. Nagy Frigyes
- Ikonikus uralkodók
- Iparvárosok Kínában
- Isaac Newton, az utolsó mágus
- Isteni étkek – Az ételáldozatoktól az utolsó vacsoráig
- Istent játszva
- Itt jön a Vénusz!
- Izland, a tűzhányók szigete – Az új kitörés
- Izland, a kietlen vadon
- Jégmadárlesen
- Jeruzsálem – A szent város születése
- Jimmy világot lát
- Joe McCarthy, az amerikai hazafi
- Kábelrengeteg a tenger alatt
- Kadhafi – Egy őrült uralkodó
- Kagylók, érmék, számsorok – A pénz kultúrtörténete
- Kaja-gyár
- Kaland a Serengetiben
- Kalandvágyó asszonyok
- Kalauz az anyagok világához
- Karácsony Pakisztánban
- Karintia – Az ezer tó vidéke
- Kémek a jégen
- Kert a tenger alatt
- Készítsünk csillagot!
- Kim Dzsong IL: A tiltott életrajz
- Kim Dzsong Un, az utolsó vörös herceg
- Kína – Diadal és zűrzavar
- Kína Amerika ellen
- Kínai milliárdosok
- Kína másik arca
- Ki ölte meg a hercegeket?
- Ki ölte meg Sztálint?
- Királynak született
- Ki vagy, doki? – Tudomány a doki mögött
- Klikkelj a frissítésre!
- Kódfejtők: A Bletchley Park elfeledett hősei
- Korea, a hajóépítő nemzet
- Kórház a város szélén – Teheránban
- Közel-keleti koktél
- Kumbha Mela
- Labdát a világnak
- Lázadók, példaképek, vezetők
- Lily – Egy medve élete
- Madoff rács mögött
- Magmentők
- Magyarország, 1956 – A mi forradalmunk
- Makaótól Szecsuánig
- Mark Zuckerberg: A Facebook titkai
- Marsi vagy, vagy vénuszi?
- Mauritius
- Mauthausen – A megújuló tárlat
- Megállítható-e a klímaváltozás?
- Melyik univerzumban élünk?
- Mekkora az Univerzum?
- Mennyit ér egy holttest?
- Mentsük meg magunkat magunktól!
- Merkel
- Miért nem tudjuk megjósolni a földrengéseket?
- Mi lesz a szeméttel?
- Mi tesz minket emberré?
- Mi történt a maláj géppel?
- Mi ütött az időjárásba?
- Mi van a levegőben?
- Montezuma
- Mozambik
- Műanyag – Az igazi tengeri szörny
- Műholdak – A világ urai
- Namíbia – Az élő sivatag
- Nanak Guru nyomában
- Nelson Mandela – Aki a szabadságért élt
- Németország vadvilága – A Türingiai-erdő
- Nemzeti Parkok Amerikában – A Glacier Bay
- Nemzeti Parkok Amerikában – A Grand Canyon
- Nevetés és tudomány
- Noé bárkájának nyomában
- Nyelvészek
- Oázisok a tenger mélyén
- Oldenburg vadvilága
- Olaszország tűzhányói – Élet a lőporos hordón
- Omár Molla nyomában
- Operatőr: losif Demian
- Óriásgép születik – Az Airbus A380-as
- Oroszlánhűség
- Országot vegyenek! – Az NDK kiárusítása
- Ősember a boncasztalon
- Ősi óriáscunamik
- Palesztina: Nincs visszaüt
- Panamától a Kókusz-szigetekig
- Pandakaland
- Párizs háztető
- Párizsi paloták
- Pénz, olaj, hazugság
- Pillangó igaz története
- Pillangók
- Pirulák, porok, kencék
- Pol Pot – Út a Gyilkos mezőkig
- Pompeii – Az utolsó pillanat rejtélye
- Postások és pingvinek
- PQ17 – Katasztrófa a Jeges-tengeren
- Putyin – Az interjú
- Rajzás
- Rakétalovagok
- Rallye – Vészterhes évek
- Rendkívüli utazás a Nap körül
- Repülő orrszarvúk
- Rio Negro – A fekete folyó
- Robotkéz – Esély egy új életre
- Robotot akarok!
- Romorantin – Da Vinci megvalósulatlan álma
- Rovarvadászok Thaiföldön
- Sabah – Édenkert Borneón
- Sortűz – Birodalmak csatája
- Spanyolország – A lázadás folytatódik
- Sri Pada – Ég és föld között
- Stacey Dooley nyomoz
- Steve Jobs – A milliárdos hippi
- Szélerőmű – Szélmalomharc?
- Szicília másképpen
- Szíria – Az eltitkolt forradalom
- Szíria – Utazás a pokolba
- Szívrohamtól rettegők
- Taj Mahal: Az álom őrei
- Tánc a sötétben – A fizika határain
- Téglák: Az élet építőkockái
- Tengerkék csoda Indonéziában
- Tengeri vidrák – A millió dolláros bébi
- Terrorista voltam
- Testvérem, a terrorista
- Tigris expedíció
- Timbuktu eltűnt könyvtárai
- Tornádók völgye
- Túlélni a holokausztot
- Túlélni az autóbaleseteket
- Túlélni az óriás cunamit
- Túléltem a háború poklát
- Túszdráma a Szaharában
- Új otthon
- Új utakon a gázkitermelés
- Utazás a Loire mentén
- Út az Unióba
- Űrorvoslás
- Űrprogram Guayanában
- Űrsiklók – Az utolsó küldetés
- Űrszemét
- Vadászat a Higgs-bozonra
- Vad baltikum – A part
- Vadon a ház körül
- Vadon a kastélyparkban
- Vadon a lőtér helyén
- Vadon Hamburg kapujában
- Vadvizek és szédítő csúcsok – Barangolások Reisseckben
- Valóban egyedül vagyunk?
- Van még hely a Földön?
- Varázslatos India
- Város a hullámok mélyén – Pavlopetri
- Vásárlás kattintással
- Végzetes repülőút
- Veszedelmes napviharok
- Veszélyben a Colorado
- Veszélyben a mangrovék
- VII. Eduárd – Az élvezetek királya
- VIII. Eduárd, a náci király
- VIII. Henrik – Egy zsarnoki elme
- VIII. Henrik királynéi
- VIII. Henrik végrehajtója – Thomas Cromwell felemelkedése és bukása
- Viharbolygók
- Vírusvadászok
- Voyager – Út a csillagok közé
- Wellington – Ember a páncél mögött
- Wikileaks – Titkok és hazugságok